# Vuelta a León 2013
La Vuelta a León 2013 fue la 24.ª edición de esta carrera ciclista que transcurre por la provincia de León. Se disputó entre el 2 y el 4 de agosto de 2013, sobre un total de 465,5 km, repartidos en tres etapas.
La carrera se redujo de 5 a 3 etapas, manteniendo, como viene siendo habitual desde la creación de los Circuitos Continentales UCI en 2005, su categoría 2.2 (última categoría del profesionalismo) dentro del UCI Europe Tour 2012-2013. 
Participaráon 17 equipos. 1 equipo español de categoría Continental (Burgos BH-Castilla y León); y 11 de categoría amateur (C.C. Spol Concello de Porriño, Frío Julymar, Diputación León-Arte en Transfer, Caja Rural, Coluer-Bicycles-Bike Import, Seguros Bilbao, Mutua Levante-Delikia, Supermercados Froiz, Construcciones Paulino, Reino de Navarra y Control Pack-La Senia). En cuanto a representación extranjera, estarán 5 equipos: los Continentales del 472-Colombia y Lokosphinx; los amateur del Anicolor y Entente Sud Gascogne; y un combinado del Centro Mundial de Ciclismo de la UCI. Formando así un pelotón de 119 ciclistas, con 7 corredores cada equipo, de los que acabaron 92.
El ganador final fue Jordi Simón (quien también se hizo con una etapa). Le acompañaron en el podio, con su mismo tiempo, Merhawi Kudus (vencedor de la clasificación de los jóvenes) y Ever Rivera, respectivamente.
En las otras clasificaciones secundarias se impusieron Diego Ochoa (montaña), Serget Shilov (puntos), Ion Pardo (metas volantes) y 4-72 Colombia (equipos) y Miguel Ángel Benito (leonés).

## Etapas
| Etapa | Fecha       | Recorrido                           | km    | Ganador                 | Líder       |
| ----- | ----------- | ----------------------------------- | ----- | ----------------------- | ----------- |
| 1.ª   | 2 de agosto | Tabuyo del Monte-Molinaseca         | 154,7 | Jordi Simón             | Jordi Simón |
| 2.ª   | 3 de agosto | Matallana de Torío-Puente Almuhey   | 164,7 | José Antonio de Segovia | Jordi Simón |
| 3.ª   | 4 de agosto | Carbajal de la Legua-Villaquilambre | 156,1 | Sergey Shilov           | Jordi Simón |

## Clasificaciones finales

### Clasificación general
| Posición | Ciclista                | Equipo                               | Tiempo           |
| -------- | ----------------------- | ------------------------------------ | ---------------- |
|          | Jordi Simón             | Coluer-Bicycles-Bike Import          | 11 h 00 min 04 s |
| 2        | Merhawi Kudus           | Centro Mundial de Ciclismo de la UCI | m.t.             |
| 3        | Ever Rivera             | 472-Colombia                         | m.t.             |
| 4        | Sergey Shilov           | Lokosphinx                           | a 21 s           |
| 5        | Ángel Vallejo           | Supermercados Froiz                  | a 34 s           |
| 6        | José Antonio de Segovia | Supermercados Froiz                  | a 1 min 19 s     |
| 7        | Diego Ochoa             | 472-Colombia                         | a 2 min 05 s     |
| 8        | Miguel Ángel Benito     | Caja Rural                           | a 2 min 14 s     |
| 9        | Juan Ernesto Chamorro   | 472-Colombia                         | a 2 min 32 s     |
| 10       | Steve Bekaert           | Burgos BH-Castilla y León            | a 2 min 34 s     |

### Clasificación de la montaña
| Posición | Ciclista         | Equipo                      | Puntos |
| -------- | ---------------- | --------------------------- | ------ |
|          | Diego Ochoa      | 472-Colombia                | 23     |
| 2        | Marcos Jurado    | Seguros Bilbao              | 11     |
| 3        | Jordi Simón      | Coluer-Bicycles-Bike Import | 10     |
| 4        | Fernando Orjuela | 472-Colombia                | 9      |
| 5        | Ever Rivera      | 472-Colombia                | 9      |

### Clasificación de los puntos
| Posición | Ciclista                | Equipo                               | Puntos |
| -------- | ----------------------- | ------------------------------------ | ------ |
|          | Sergey Shilov           | Lokosphinx                           | 39     |
| 2        | Jordi Simón             | Coluer-Bicycles-Bike Import          | 37     |
| 3        | José Antonio de Segovia | Supermercados Froiz                  | 32     |
| 4        | Merhawi Kudus           | Centro Mundial de Ciclismo de la UCI | 26     |
| 5        | Ángel Vallejo           | Supermercados Froiz                  | 26     |

### Clasificación de las metas volantes
| Posición | Ciclista         | Equipo                | Puntos |
| -------- | ---------------- | --------------------- | ------ |
|          | Ion Pardo        | Entente Sud Gascogne  | 8      |
| 2        | Bruno Saraiva    | Anicolor              | 7      |
| 3        | William Aranzazu | Control Pack-La Senia | 3      |
| 4        | Marcos Jurado    | Seguros Bilbao        | 2      |
| 5        | Daniel Freitas   | Anicolor              | 2      |

### Clasificación de los jóvenes
| Posición | Ciclista              | Equipo                               | Tiempo           |
| -------- | --------------------- | ------------------------------------ | ---------------- |
|          | Merhawi Kudus         | Centro Mundial de Ciclismo de la UCI | 11 h 00 min 04 s |
| 2        | Ever Rivera           | 472-Colombia                         | m.t.             |
| 3        | Diego Ochoa           | 472-Colombia                         | a 2 min 05 s     |
| 4        | Miguel Ángel Benito   | Caja Rural                           | a 2 min 14 s     |
| 5        | Juan Ernesto Chamorro | 472-Colombia                         | a 2 min 32 s     |

### Clasificación por equipos
| Posición | Equipo                    | Tiempo           |
| -------- | ------------------------- | ---------------- |
|          | 472-Colombia              | 32 h 59 min 52 s |
| 2        | Supermercados Froiz       | a 6 min 51 s     |
| 3        | Lokosphinx                | a 9 min 37 s     |
| 4        | Burgos BH-Castilla y León | a 9 min 52 s     |
| 5        | Caja Rural                | a 11 min 05 s    |

### Clasificación leonés
| Posición | Ciclista            | Equipo                 | Tiempo          |
| -------- | ------------------- | ---------------------- | --------------- |
|          | Miguel Ángel Benito | Caja Rural             | 11 h 2 min 18 s |
| 2        | Jonathan González   | Construcciones Paulino | a 3 min 06 s    |